# Luge nos Jogos Olímpicos de Inverno de 2022 - Duplas
A prova de duplas do luge nos Jogos Olímpicos de Inverno de 2022 ocorreu no Xiaohaituo Bobsleigh e Luge Track, em Yanqing, Pequim, em 9 de fevereiro.

## Medalhistas
| Ouro   | GER Tobias Wendl / Tobias Arlt    |
| Prata  | GER Toni Eggert / Sascha Benecken |
| Bronze | AUT Thomas Steu / Lorenz Koller   |

## Resultados
| Pos.              | Bib | Atleta                                | País                | 1ª descida | Pos. | 2ª descida | Pos. | Total    | Diferença |
| ----------------- | --- | ------------------------------------- | ------------------- | ---------- | ---- | ---------- | ---- | -------- | --------- |
| Medalha de ouro   | 5   | Tobias Wendl Tobias Arlt              | GER Alemanha        | 58.255     | 1    | 58.299     | 1    | 1:56.554 | –         |
| Medalha de prata  | 2   | Toni Eggert Sascha Benecken           | GER Alemanha        | 58.300     | 2    | 58.353     | 2    | 1:56.653 | +0.099    |
| Medalha de bronze | 11  | Thomas Steu Lorenz Koller             | AUT Áustria         | 58.426     | 3    | 58.639     | 3    | 1:57.065 | +0.511    |
| 4                 | 3   | Mārtiņš Bots Roberts Plūme            | LAT Letônia         | 58.628     | 5    | 58.791     | 5    | 1:57.419 | +0.865    |
| 5                 | 1   | Andris Šics Juris Šics                | LAT Letônia         | 58.703     | 6    | 58.734     | 4    | 1:57.437 | +0.883    |
| 6                 | 4   | Emanuel Rieder Simon Kainzwaldner     | ITA Itália          | 58.602     | 4    | 58.995     | 7    | 1:57.597 | +1.043    |
| 7                 | 10  | Tristan Walker Justin Snith           | CAN Canadá          | 58.895     | 7    | 59.023     | 8    | 1:57.918 | +1.364    |
| 8                 | 8   | Alexander Denisyev Vladislav Antonov  | ROC                 | 59.040     | 9    | 58.953     | 6    | 1:57.993 | +1.439    |
| 9                 | 7   | Wojciech Chmielewski Jakub Kowalewski | POL Polônia         | 58.992     | 8    | 59.073     | 9    | 1:58.065 | +1.511    |
| 10                | 6   | Andrei Bogdanov Yuri Prokhorov        | ROC                 | 59.376     | 11   | 59.132     | 11   | 1:58.508 | +1.954    |
| 11                | 15  | Zachary Di Gregorio Sean Hollander    | USA Estados Unidos  | 59.389     | 12   | 59.126     | 10   | 1:58.515 | +1.961    |
| 12                | 12  | Park Jin-yong Cho Jung-myung          | KOR Coreia do Sul   | 59.361     | 10   | 59.366     | 12   | 1:58.727 | +2.173    |
| 13                | 9   | Tomáš Vaverčák Matej Zmij             | SVK Eslováquia      | 1:00.138   | 15   | 59.704     | 13   | 1:59.842 | +3.288    |
| 14                | 13  | Vasile Gîtlan Darius Şerban           | ROU Romênia         | 59.694     | 13   | 1:00.243   | 16   | 1:59.937 | +3.383    |
| 15                | 14  | Ihor Stakhiv Andrii Lysetskyi         | UKR Ucrânia         | 59.983     | 14   | 1:00.080   | 15   | 2:00.063 | +3.509    |
| 16                | 17  | Filip Vejdělek Zdeněk Pěkný           | CZE República Checa | 1:00.248   | 16   | 59.869     | 14   | 2:00.117 | +3.563    |
| 17                | 16  | Huang Yebo Peng Junyue                | CHN China           | 1:00.732   | 17   | 1:00.840   | 17   | 2:01.572 | +5.018    |

Legenda
| Recorde mundial      | Recorde mundial (World record)               |                       | Recorde africano                      | Recorde africano (African) |                                           | Q | Classificado por posição (Qualified) |
| Recorde olímpico     | Recorde olímpico (Olympic record)            | Recorde da América    | Recorde da América (Americas)         | q                          | Classificado por melhor tempo (Qualified) |   |                                      |
| Melhor marca do ano  | Melhor marca do ano (World leading)          | Recorde asiático      | Recorde asiático (Asian)              | DNS                        | Não largou (Did not start)                |   |                                      |
| Recorde nacional     | Recorde nacional (National record)           | Recorde europeu       | Recorde europeu (European)            | DNF                        | Não terminou (Did not finish)             |   |                                      |
| Recorde pessoal      | Recorde pessoal do atleta (Personal best)    | Recorde da Oceania    | Recorde da Oceania (Oceania)          | DSQ / DQ                   | Desclassificado (Disqualified)            |   |                                      |
| Recorde da temporada | Recorde da temporada do atleta (Season best) | Recorde sul-americano | Recorde sul-americano (South America) | NM                         | Sem marca (No mark)                       |   |                                      |